# Karup Gruppen DDS
Karup Gruppen DDS eller bare Karupspejderne er en spejdergruppe under Det Danske Spejderkorps som hører under World Organisation of the Scout Movement (WOSM)
Gruppen blev oprettet i 1943 af Aksel Hald og er derfor en af de ældste spejdergrupper i Midtjylland. Gruppen bruger det norske blåternede tørklaede.
Karupspejderne holder i dag til ved spejderhytten paa Vallerbæk vej 6 i Karup, men har to hytter mere.